# هارييت إي. ويلسون
هارييت إي. ويلسون (بالإنجليزية: Harriet E. Wilson)‏ (15 مارس 1825، ميلفورد في الولايات المتحدة - 28 يونيو 1900، كوينسي في الولايات المتحدة)؛ كاتِبة، شاعرة وروائية أمريكية.

## روابط خارجية
- هارييت إي. ويلسون على موقع الموسوعة البريطانية (الإنجليزية)
- هارييت إي. ويلسون على موقع إن إن دي بي (الإنجليزية)